# Lawrence Fogel
Lawrence Jerome Fogel (2 de março de 1928 – 18 de fevereiro de 2007) foi um pioneiro em computação evolucionária e análise de fatores humanos. É conhecido como o inventor do controle ativo de ruído e pai da programação evolutiva. Sua carreira científica abarcou aproximadamente seis décadas e incluiu engenharia elétrica, engenharia aeroespacial, teoria da comunicação, pesquisa sobre fatores humanos, processamento da informação, cibernética, biotecnologia, inteligência artificial e ciência da computação.

## Patentes
1. Patente E.U.A. 2 866 848 - Method of Improving Intelligence Under Random Noise Interference - 1958 December 30
2. Patente E.U.A. 2 920 138 - System for Improving Intelligibility - 1960 January 5
3. Patente E.U.A. 2 960 906 - Advance Flight Control Instrumentation and Control System - 1960 November 22
4. Patente E.U.A. 2 966 549 - Apparatus for Improving Intelligence Under High Ambient Noise Levels - 1960 December 27
5. Canadian Patent 631136 - Method of Improving Intelligence Under High Ambient Noise Levels - 1961 November 14
6. Patente E.U.A. 5 214 746 - Method and Apparatus for Training a Neural Network using Evolutionary Programming - 1993 May 25

## Publicações selecionadas em periódicos científicos
- Fogel, L. J. "The Human Computer in Flight Control," IRE Transactions on Electronic Computers, Vol. EC-6, No. 3, pages 197-202, 1957.
- Fogel, L. J. "A New Concept: The Kinalog System," Journal of the Human Factors Society, Vol. 1, No. 2, pages 30–37, April 1959.
- Fogel L. J. and Lyman J "The Human Component," Chapter 2 in Volume 3 of The Handbook of Automation, Computation, and Control, edited by E. M. Grabbe, S. Ramo, and D. E. Woolridge, John Wiley and Sons, Inc., New York, 1961.
- Fogel L. J. "Autonomous Automata," Industrial Research Magazine, Vol. 4, No. 2, pages 14–19, February 1962.
- Fogel L. J., Owens AJ, and Walsh, MJ "On the Evolution of Artificial Intelligence," Proceedings of the Fifth National Symposium on Human Factors in Electronics, IEEE, San Diego, May 5–6, 1964, pages 63–76.
- Fogel L. J., Owens AJ, and Walsh, MJ "An Evolutionary Prediction Technique," IEEE International Symposium on Microwaves, Circuit Theory, and Information Theory, September 1964, pages 173-174.
- Fogel, L. J., Owens AJ, and Walsh, MJ "Artificial Intelligence Through a Simulation of Evolution," Chapter 14 of Biophysics and Cybernetic Sciences Symposium, edited by M. Maxfield, A. Callahan, and L. J. Fogel, Spartan Book Co., Washington, D.C., pages 131-155.
- Fogel L. J., Owens AJ, and Walsh, MJ "Application of Evolutionary Programming," IEEE Systems Science and Cybernetics Conference, October 17 and 18, 1966, Washington, D.C.
- Fogel L. J., "Inanimate Intellect Through Evolution," Naval Research Reviews, Vol. XX, No. 11, November 1967, pages 9–18.

## Livros selecionados
- Fogel, Lawrence J. Biotechnology: Concepts and Applications. Prentice Hall, New York, 1963. (reprinted in 2012 by Literary Licensing, LLC).
- Maxfield, Miles, Callahan, Arthur, and Fogel, Lawrence J. Biophysics and Cybernetic Systems: Proceedings of the Second Cybernetic Sciences Symposium. Allan Hancock Foundation., 1965.
- Fogel, Lawrence J., Owens, A.J., and Walsh, M.J. Artificial Intelligence Through Simulated Evolution. Wiley. New York, 1966.
- Fogel, Lawrence J. Progress in Biomedical Engineering. Spartan Books. 1967.
- Fogel, Lawrence J. Human Information Processing. Prentice Hall, New York, 1967.
- Amosov, N.M., Finegold, L. and Fogel, Lawrence J. Modeling of Thinking and the Mind. Spartan Books. New York, 1967.
- Fogel, Lawrence J.  Composite Index to Marine Science and Technology. Alfo Publishing Co., San Diego, 1968.
- Fogel, Lawrence J. Intelligence Through Simulated Evolution: Forty Years of Evolutionary Programming Wiley-Interscience, New York, 1999.

## Outras informações
- American Society for Cybernetics legacy page
- IEEE Frank Rosenblatt Award winners
- Biography in model aviation